# Thinking Out Loud (Ed Sheeran)
Thinking Out Loud è un singolo del cantautore britannico Ed Sheeran, pubblicato il 7 novembre 2014 come terzo estratto dal secondo album in studio X.
Nel febbraio 2016 il singolo è stato premiato con un Grammy Award alla canzone dell'anno e con un Grammy Award alla miglior interpretazione pop solista in occasione dei Grammy Awards 2016.

## Video musicale
Il video musicale, diretto da Murray Cummings e Jason Koenig e pubblicato il 7 ottobre 2014, mostra Sheeran danzare con una ballerina in una grande sala vuota. Inizialmente era previsto il coinvolgimento di due ballerini professionisti per la realizzazione del video, ma lo stesso cantante decise poi di partecipare di persona alle riprese, prestandosi ad alcune lezioni di ballo.

## Tracce
CD promozionale (Regno Unito)
1. Thinking Out Loud – 4:42 (Ed Sheeran, Amy Wadge)

Download digitale
1. Thinking Out Loud (Alex Adair Remix) – 3:02 (Ed Sheeran, Amy Wadge)

CD singolo (Europa), 7" (Regno Unito)
1. Thinking Out Loud – 4:42 (Ed Sheeran, Amy Wadge)
2. I'm a Mess (Live from Lightship 95) – 3:59 (Ed Sheeran)

EP (Australia)
1. Thinking Out Loud – 4:42 (Ed Sheeran, Amy Wadge)
2. Don't (Sable Remix) – 3:25 (Ed Sheeran, Benjamin Levin)
3. Sing (Trippy Turtle Remix) – 4:06 (Ed Sheeran, Pharrell Williams)
4. Thinking Out Loud (Alex Adair Remix) – 3:02 (Ed Sheeran, Amy Wadge)
5. Don't (X Ambassador Remix) – 3:41 (Ed Sheeran, Benjamin Levin)
6. Sing (Syn Cole Remix) – 4:47 (Ed Sheeran, Pharrell Williams)

## Accuse di plagio
Ed Sheeran è stato accusato di plagio per aver copiato diversi elementi del brano Let's Get It On di Marvin Gaye, fatto notato dal quotidiano The Guardian nonché da BBC. Vi è anche stato un processo penale, con il fine di richiedere a Sheeran una sanzione economica per plagio.

## Formazione
Musicisti
- Ed Sheeran – voce, chitarra
- Chris Leonard – assolo di chitarra elettrica, basso, organo Hammond
- Peter Gosling – pianoforte
- Jaw Gosling – programmazione, batteria, percussioni

Produzione
- Jake Gosling – produzione, ingegneria del suono
- Mark "Spike" Stent – missaggio
- Geoff Swan – assistenza missaggio
- Stuart Hawkes – mastering

## Successo commerciale
Thinking Out Loud ha raggiunto la top 10 di diverse classifiche europee e internazionali. Il singolo ha raggiunto il primo posto della Official Singles Chart nel Regno Unito durante la settimana dell'8 novembre 2014. Ha successivamente stabilito il record di 52 settimane consecutive di permanenza nella top 40 britannica.
Negli Stati Uniti d'America il singolo ha raggiunto il secondo posto della Billboard Hot 100, diventando il maggior successo di Sheeran fino alla pubblicazione di Shape of You nel 2017. È rimasto in seconda posizione per otto settimane consecutive, tenuto distante dal primo posto solo dalla permanenza record in vetta alla classifica del brano Uptown Funk di Mark Ronson e Bruno Mars. Il 27 ottobre 2017 il singolo è stato certificato disco di diamante dalla RIAA per le oltre dieci milioni di copie vendute.

## Classifiche

### Classifiche settimanali
| Classifica (2014/15) | Posizione massima |
| -------------------- | ----------------- |
| Australia            | 1                 |
| Austria              | 2                 |
| Belgio (Fiandre)     | 6                 |
| Belgio (Vallonia)    | 8                 |
| Canada               | 2                 |
| Danimarca            | 1                 |
| Finlandia            | 8                 |
| Francia              | 4                 |
| Germania             | 6                 |
| Italia               | 3                 |
| Lussemburgo          | 5                 |
| Paesi Bassi          | 1                 |
| Norvegia             | 4                 |
| Nuova Zelanda        | 1                 |
| Regno Unito          | 1                 |
| Spagna               | 2                 |
| Stati Uniti          | 2                 |
| Svezia               | 2                 |
| Svizzera             | 3                 |

### Classifiche di fine anno
| Classifica (2014) | Posizione |
| ----------------- | --------- |
| Australia         | 7         |
| Irlanda           | 6         |
| Italia            | 86        |
| Paesi Bassi       | 28        |
| Regno Unito       | 5         |
| Classifica (2015) | Posizione |
| Australia         | 15        |
| Belgio (Fiandre)  | 25        |
| Belgio (Vallonia) | 28        |
| Canada            | 2         |
| Francia           | 22        |
| Irlanda           | 4         |
| Italia            | 12        |
| Paesi Bassi       | 6         |
| Regno Unito       | 12        |
| Spagna            | 6         |
| Stati Uniti       | 2         |
| Svezia            | 13        |
| Svizzera          | 14        |

## Cover
Nel 2019 il cantante statunitense Clay Walker ha reinterpretato il brano in chiave country, inserendolo nel suo decimo album in studio Long Live the Cowboy.